# Musa rosea
Musa rosea är en enhjärtbladig växtart som beskrevs av Baker. Musa rosea ingår i släktet bananer, och familjen bananväxter.
Artens utbredningsområde är Kambodja. Inga underarter finns listade i Catalogue of Life.